# Brownstown Cross Roads
Brownstown Cross Roads är en ort i republiken Irland.   Den ligger i grevskapet Kildare och provinsen Leinster, i den centrala delen av landet, 50 km sydväst om huvudstaden Dublin. Brownstown Cross Roads ligger 97 meter över havet och antalet invånare är 846.
Terrängen runt Brownstown Cross Roads är platt, och sluttar västerut.Runt Brownstown Cross Roads är det ganska glesbefolkat, med 43 invånare per kvadratkilometer. Närmaste större samhälle är Kildare, 5,6 km nordväst om Brownstown Cross Roads. Trakten runt Brownstown Cross Roads består i huvudsak av gräsmarker.